# جوزيف هندرسون (عسكري)
جوزيف هندرسون (بالإنجليزية: Joseph Henderson)‏ هو عسكري أمريكي، ولد في 1 ديسمبر 1869 في Fort Leavenworth ‏ في الولايات المتحدة، وتوفي بنفس المكان في 19 ديسمبر 1938.